# Elecciones parciales de Tonga de 2022
Las elecciones parciales de Tonga de 2022 fueron unas votaciones extraordinarias que se realizaron el 3 de noviembre de 2022 en los distritos electorales de Tongatapu 4, Tongatapu 6 y Tongatapu 7, de la isla de Tongatapu del Reino de Tonga. Se llevaron a cabo para elegir al Representante Popular de cada uno, tras la destitución de Tatafu Moeaki, Poasi Tei y Sione Sangster Saulala que habían sido electos en las elecciones de 2021, y destituidos Corte Suprema por cargos de soborno durante la campaña electoral.
El registro de candidatos se llevó a cabo el 5 y 6 de septiembre, resultando en cinco candidatos para Tongatapu 4 y Tongatapu 6, y tres para Tongatapu 7.

## Resultados

### Tongatapu 4
| Candidato                 | Votos |
| ------------------------- | ----- |
| Mateni Tapueluelu         | 973   |
| Viliami 'Alamameita Takau | 810   |
| 'Etika Cocker             | 300   |
| 'Isileli Pulu             | 39    |
| Toutai 'Ulupano           | 14    |
| Fuente: Matangi Tonga     |       |

### Tongatapu 6
| Candidato             | Votos |
| --------------------- | ----- |
| Dulcie Elaine Tei     | 1308  |
| Fane Fotu Fituafe     | 900   |
| Sione Talanoa Fifita  | 115   |
| Tahifisi Vehikite     | 114   |
| Sepeti Vakameilalo    | 27    |
| Fuente: Matangi Tonga |       |

### Tongatapu 7
| Candidato             | Votos |
| --------------------- | ----- |
| Paula Piveni Piukala  | 979   |
| Kilisitina Saulala    | 765   |
| Feletiliki Fa'otusia  | 694   |
| Fuente: Matangi Tonga |       |